# Die Rheinpfalz

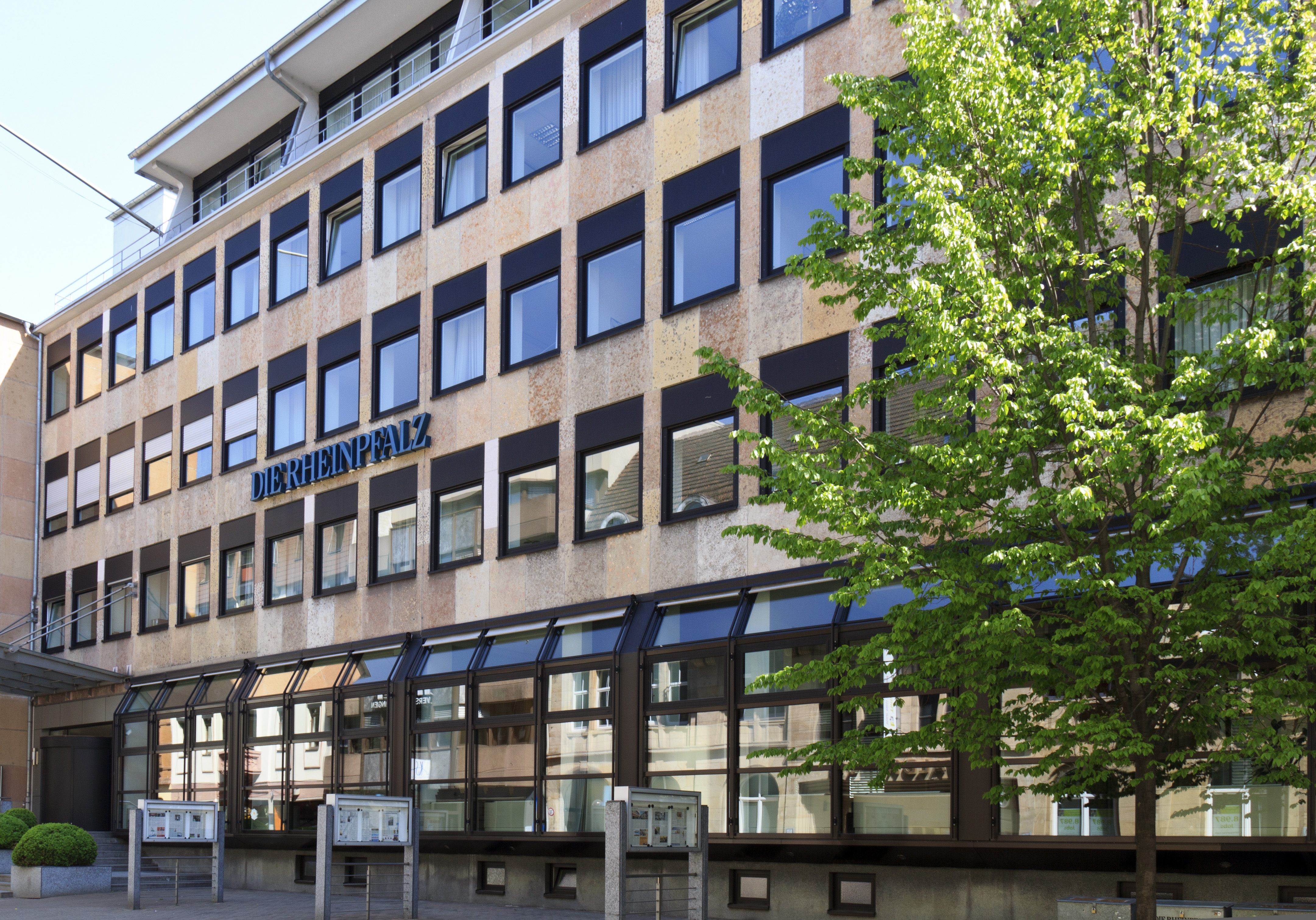
Huvudredaktionen i Ludwigshafen am Rhein.

Die Rheinpfalz är den största regionala dagstidningen i det tyska förbundslandet Rheinland-Pfalz. Den sålda tryckta upplagan uppgick till 233 188 exemplar 2:a kvartalet 2016, en minskning på 7,5 procent sedan 2007. Huvudredaktionen ligger i Ludwigshafen am Rhein. Tidningen ges ut av förlaget Rheinpfalz Verlag und Druckerei GmbH und Co. KG, ett dotterbolag till Medien Union GmbH. Chefredaktör är Michael Garthe.

## Historia
Tidningen utkom med sitt första nummer i den franska ockupationszonen 29 september 1945, kort efter andra världskrigets slut. Ägarbolaget Medien Union bildades 1947, då tidningens upplaga redan översteg 200 000 exemplar. 1964 tog Dieter Schaub över VD-rollen från sin far, Josef Schaub. En planerad fusion 1971 med konkurrenten Mannheimer Morgen misslyckades. Thomas Schaub, son till Dieter Schaub, genomförde stora besparingar i början av 2000-talet, då omkring en tredjedel av tidningens 600 tjänster sades upp.
Medien Union ägs fortfarande av de fem grundarfamiljerna, Schaub, Lenk, Wipprecht, Resch och Nagel, där familjen Schaub har en majoritetsandel på 50,7 procent.

## Utgivningsområde och lokala utgåvor
Tidningen distribueras huvudsakligen i Pfalz. Lokala utgåvor med det huvudsakliga redaktionella materialet från Die Rheinpfalz publiceras i följande orter:
- Ludwigshafener Rundschau i Ludwigshafen am Rhein
- Bad Dürkheimer Zeitung i Bad Dürkheim
- Frankenthaler Zeitung i Frankenthal
- Unterhaardter Rundschau i Grünstadt
- Pfälzische Volkszeitung i Kaiserslautern
- Donnersberger Rundschau i Kirchheimbolanden
- Westricher Rundschau i Kusel
- Pfälzer Tageblatt i Landau in der Pfalz
- Mittelhaardter Rundschau i Neustadt an der Weinstrasse
- Pirmasenser Rundschau i Pirmasens
- Speyerer Rundschau i Speyer
- Zweibrücker Rundschau i Zweibrücken

Lokalredaktioner finns även i:
- Bad Bergzabern
- Germersheim
- Haßloch
- Landstuhl
- Rockenhausen
- Schifferstadt
- Wörth am Rhein